# Онглар-Жуијак
Онглар-Жуијак (фр. Anglars-Juillac) насеље је и општина у јужној Француској у региону Миди Пирене, у департману Лот која припада префектури Каор.
По подацима из 2011. године у општини је живело 351 становника, а густина насељености је износила 64,05 становника/km². Општина се простире на површини од 5,48 km². Налази се на средњој надморској висини од 98 метара (максималној 240 m, а минималној 81 m).

## Демографија
| 1962. | 1968. | 1975. | 1982. | 1990. | 1999. | 2011. |
| ----- | ----- | ----- | ----- | ----- | ----- | ----- |
| 377   | 392   | 340   | 369   | 329   | 331   | 351   |

График промене броја становника у току последњих година